# Орден «Полярная Звезда» (Якутия)
О́рден «Поля́рная Звезда́» (якут. «Хотугу Сулус» уордьан) — высшая награда Республики Саха (Якутия), учреждённая Постановлением Палаты представителей Государственного собрания Республики Саха (Якутия) ПП № 418-I от 11 февраля 1997 г.

## Правила награждения
Согласно Статуту орденом «Полярная Звезда» награждаются граждане:
- за выдающийся вклад в развитие экономики и укрепление государственности Республики Саха (Якутия);
- за выдающиеся заслуги в государственной, социально-политической, культурной, научно-исследовательской, благотворительной деятельности, получившей всенародное признание;
- за выдающиеся личные заслуги, связанные с проявлением исключительной храбрости, самоотверженности и мужества при защите Отечества, поддержании законности и правопорядка, защите жизни и прав граждан;
- за выдающийся вклад в укрепление мира, дружбы и развитие сотрудничества между народами Республики Саха (Якутия) и другими государствами;
- за исключительные достижения в подготовке высоко квалифицированных кадров, воспитание подрастающего поколения.

Орден «Полярная Звезда» носится на шейной ленте.

## Описание ордена
Орден представляет собой восьмиконечную звезду, лучи которой украшены якутским орнаментом на белой и голубой эмали. Пространство между лучами заполнено синей перегородчатой эмалью. В центре звезды — круг, покрытый красной эмалью, на нижней его части надпись «Полярная Звезда». В верхней части центрального круга и по всей окружности вновь расположены элементы традиционных якутских орнаментов, символизирующие единство коренных народов Якутии. В центре ордена на зелёной эмали расположен крупный бриллиант диаметром 3 мм — символ «Полярной Звезды».
Орден изготовлен из золота 750 пробы, с применением горячих эмалей и использованием бриллиантов. Колодка также из золота 750 пробы в характерном стиле. Шейная лента выполнена в цветах Государственного флага Республики Саха (Якутия). Вес золота — 165 граммов. Вес бриллианта — 0,45 грамма (диаметр 3 мм — 1 штука). Среди вариантов образцов был с 48 бриллиантами за 71 миллион рублей, но в конце оценочная стоимость составила 26 миллионов рублей.